# Olympische Sommerspiele 1964/Moderner Fünfkampf
Bei den XVIII. Olympischen Spielen 1964 in Tokio fanden zwei Wettbewerbe im Modernen Fünfkampf statt.

## Medaillenspiegel
| Platz | Land               | Gold | Silber | Bronze | Gesamt |
| ----- | ------------------ | ---- | ------ | ------ | ------ |
| 1     | Sowjetunion        | 1    | 1      | 1      | 3      |
| 2     | Ungarn             | 1    | –      | 1      | 2      |
| 3     | Vereinigte Staaten | –    | 1      | –      | 1      |

## Zeitplan
| Datum       | Sportart                | Wettkampfstätte                                  |
| ----------- | ----------------------- | ------------------------------------------------ |
| 11. Oktober | Geländeritt             | Nezu-kōen, Asaka                                 |
| 12. Oktober | Degenfechten            | Waseda University Memorial Hall, Shinjuku        |
| 13. Oktober | Pistolenschießen        | Asaka Shooting Range, Asaka                      |
| 14. Oktober | 300 m Freistilschwimmen | Yoyogi-Sporthalle, Shibuya                       |
| 15. Oktober | 4000 m Crosslauf        | Tokyo University Kemigawa Athletic Ground, Chiba |

## Ergebnisse

### Einzel
| Platz | Land | Sportler          | Punkte |
| ----- | ---- | ----------------- | ------ |
| 1     | HUN  | Ferenc Török      | 5116   |
| 2     | URS  | Igor Nowikow      | 5067   |
| 3     | URS  | Albert Mokejew    | 5039   |
| 4     | AUS  | Peter Macken      | 4897   |
| 5     | URS  | Wiktor Minejew    | 4894   |
| 6     | USA  | James Moore       | 4891   |
| 7     | AUS  | Imre Nagy         | 4874   |
| 8     | SWE  | Bo Jansson        | 4760   |
| 9     | USA  | David Kirkwood    | 4722   |
| 10    | SWE  | Rolf Junefelt     | 4674   |
|       |      |                   |        |
| 12    | EUA  | Wolfgang Gödicke  | 4657   |
| 13    | EUA  | Uwe Adler         | 4654   |
| 23    | EUA  | Elmar Frings      | 4443   |
| 24    | AUT  | Udo Birnbaum      | 4424   |
| 32    | AUT  | Rudolf Trost      | 4099   |
| 33    | AUT  | Herbert Polzhuber | 4047   |

Datum: 11. bis 15. Oktober 1964

37 Teilnehmer aus 15 Ländern

### Mannschaft
| Platz | Land | Sportler                                          | Punkte |
| ----- | ---- | ------------------------------------------------- | ------ |
| 1     | URS  | Wiktor Minejew, Albert Mokejew, Igor Nowikow      | 14.961 |
| 2     | USA  | David Kirkwood, James Moore, Paul Pesthy          | 14.189 |
| 3     | HUN  | Imre Nagy, Ferenc Török, Ottó Török               | 14.173 |
| 4     | SWE  | Bo Jansson, Rolf Junefelt, Hans-Gunnar Liljenwall | 14.056 |
| 5     | AUS  | Peter Macken, Donald McMiken, Duncan Page         | 13.703 |
| 6     | EUA  | Uwe Adler, Elmar Frings, Wolfgang Gödicke         | 13.599 |
| 7     | FIN  | Jorma Hotanen, Kari Kaaja, Keijo Vanhala          | 13.540 |
| 8     | JPN  | Yoshihide Fukutome, Shigeki Mino, Shigeaki Uchino | 13.402 |
| 9     | GBR  | Benjamin Finnis, Jeremy Fox, Robert Phelps        | 13.152 |
| 10    | AUT  | Udo Birnbaum, Herbert Polzhuber, Rudolf Trost     | 12.613 |
| 11    | MEX  | David Bárcena, Eduardo Florez, Enrique Padilla    | 11.546 |

Datum: 11. bis 15. Oktober 1964

33 Teilnehmer aus 11 Ländern, alle Teams in der Wertung
Punkte und Platzierungen in der Mannschaftswertung wurden durch Addition der Einzelergebnisse ermittelt.